# Gródek (Pogórze Przemyskie)
Gródek – zalesiony szczyt o wysokości 585 m n.p.m., na Pogórzu Przemyskim.